# NGC 6303
NGC 6303 (również PGC 59573 lub UGC 10711) – galaktyka eliptyczna (E), znajdująca się w gwiazdozbiorze Smoka. Odkrył ją Lewis A. Swift 14 października 1884 roku.